# Potvrdni okvir
Potvrdni okvir (eng. checkbox, tickbox, tick box) je funkcijsko polje u računalnim dokumentima. 

## Opis
Služi kod jednostrukih i višestrukih odabira. U postavkama se može zadati hoće lie okvir unaprijed biti označen ili ne. Oblika je prazne četvorine. Ako je označen, onda je mogućnost potvrđena i ona će se izvršiti. Ako je ostavljen prazno, ne će se izvršiti. Uobičajena oznaka je oblika kvačice ili slova x. Korisnik može opciju uključiti i isključiti klikanjem u polje. Opis značenja po pravilu stoji tik do povrdnog okvira. Stanje potvrdnog okvira obrće se klikanjem miša u okvirić ili na opisno polje okvirića, ili uporabom tipkovnice, primjerice razmaknice. Potvrdni okviri izgledaju u isključenom obliku kao ☐ ili uključenom obliku ☑. Potvdnih okvira obično je više u nizu i svaki ima dvojni izbor, između dviju mogućnosti. S više potvrdnih okvirića korisnik može izabrati više mogućnosti koje obično nisu povezane jedna s drugom, no ponekad onemogućuju mijenjanje stanja neke od drugih opcija, što vidimo iz zasivljenosti polja. Potvrdni okvir razlikuje se od radijskog gumba, koji nudi samo jednu mogućnost od više ponuđenih mogućnosti koje se međusobno isključuju.

## Neodređeno stanje
Neki izvršni softveri služe se potvrdnim okvirićima koji dopuštaju neodređeno stanje, pored dvaju normalnih stanja. Taj treći oblik u kućici izgleda kao mala četvorina ili duga crtica. Pokazuje da stanje nije niti uključeno niti isključeno. Najčešći je ovo slučaj kad je potvrdni okvirić u svezi s nizom stvari u miješanim stanjima. Korisnik obično nije taj koji će zadati neodređeno stanje. Neodređeni se okvirić prebacuje u uključeno kad ga se aktivira. 
Primjerice potvrdni oblik predstavljen radi izbora datoteka koje će se poslati preko FTP-a može rabiti stablasti pregled tako da datoteke mogu biti izabrane jedna po jedna ili putem direktorija. Ako su samo neke od datoteka odabrane, tad potvrdni okvir za taj direktorij je u neodređenom stanju. Klikanje na taj potvrdni okvir označit će sve, ili u rjeđim situacijama, niti jedno od datoteka u direktoriju. Ponavljano klikanje na potvrdni okvir mijenjalo bi stanje između uključenog (izabrani su svi poddirektoriji i datoteke) i isključeno (niti jedno u podgrani nije izabrano).
Neki primjena potvrdnih okvira u tri stanja dopuštaju korisniku mogućnost prelaska između svih stanja, pa čak i neodređenog, pamćenjeg miješanog stanja stvari u zbirci. Ovo je korisno u osobini vrati (undo).

## HTML
U internetskim obrascima, element HTML-a <input type="checkbox"> se rabi čime dobijemo prikazani potvrdni okvir.